# Labrus
A Labrus a sugarasúszójú halak (Actinopterygii) osztályának sügéralakúak (Perciformes) rendjébe, ezen belül az ajakoshalfélék (Labridae) családjába tartozó nem.

## Előfordulásuk
A Labrus-fajok az Atlanti-óceán északi felének a keleti részein fordulnak elő, beleértve a Földközi-tengert is. A L. viridis a Fekete-tengerben is fellelhető.

## Rendszerezés
A nembe az alábbi 4 élő faj és legalább 1 fosszilis faj tartozik:
- foltos ajakoshal (Labrus bergylta) Ascanius, 1767
- Labrus merula Linnaeus, 1758
- Labrus mixtus Linnaeus, 1758 - típusfaj
- Labrus viridis Linnaeus, 1758

- †Labrus valenciennesii

## Képek

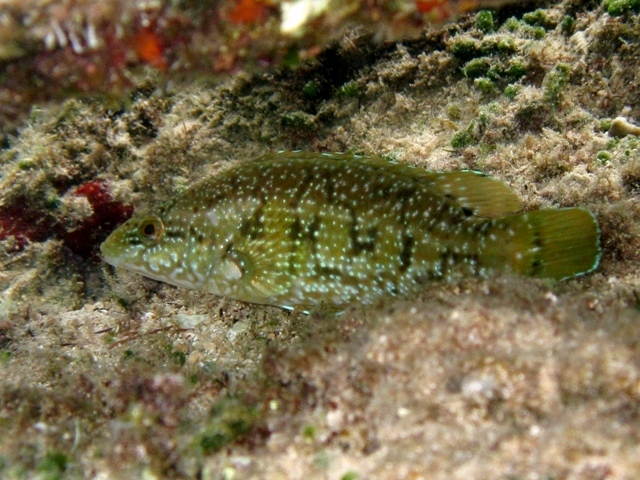
Labrus merula
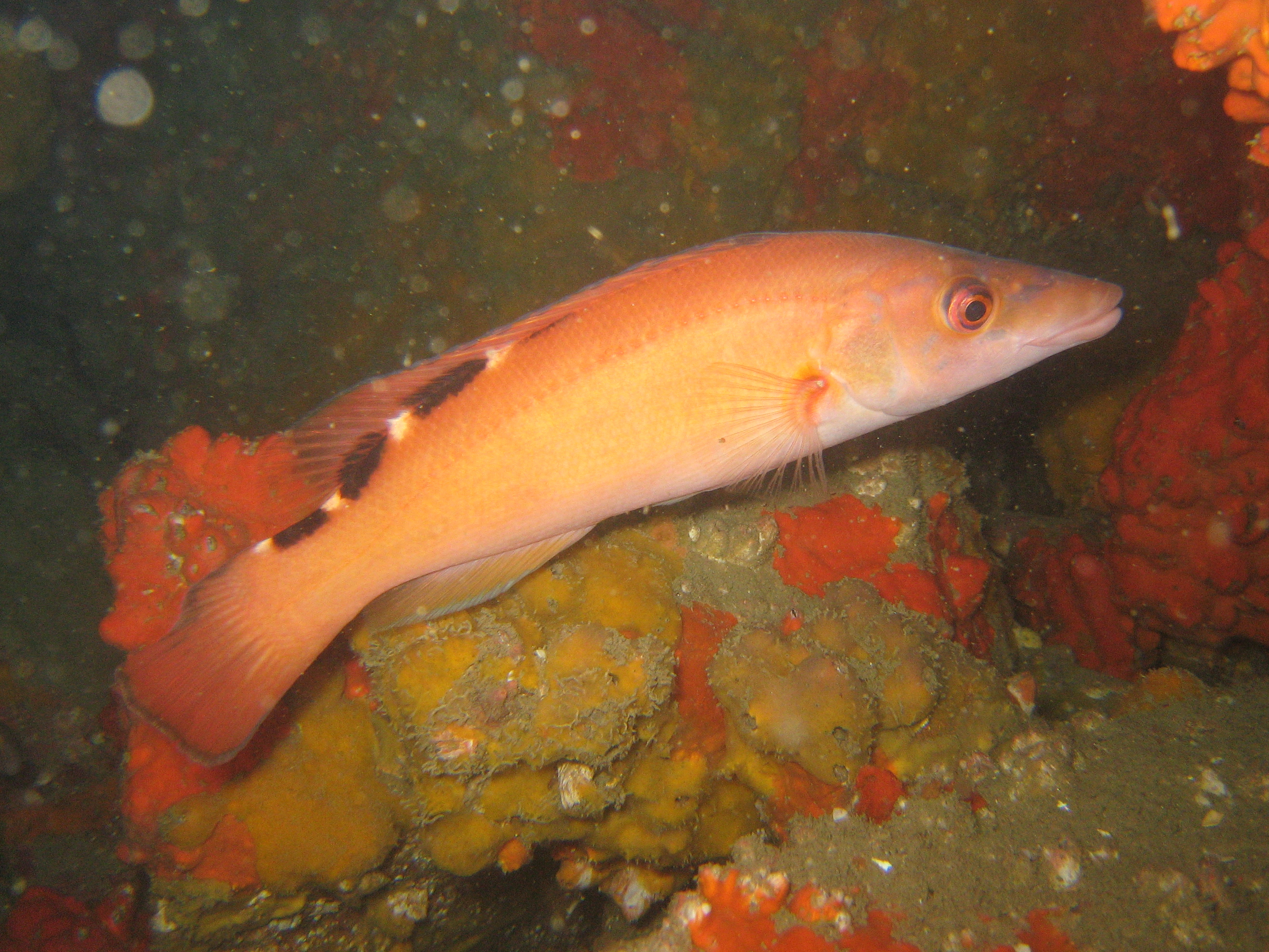
Labrus mixtus
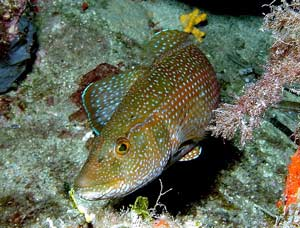
Labrus viridis
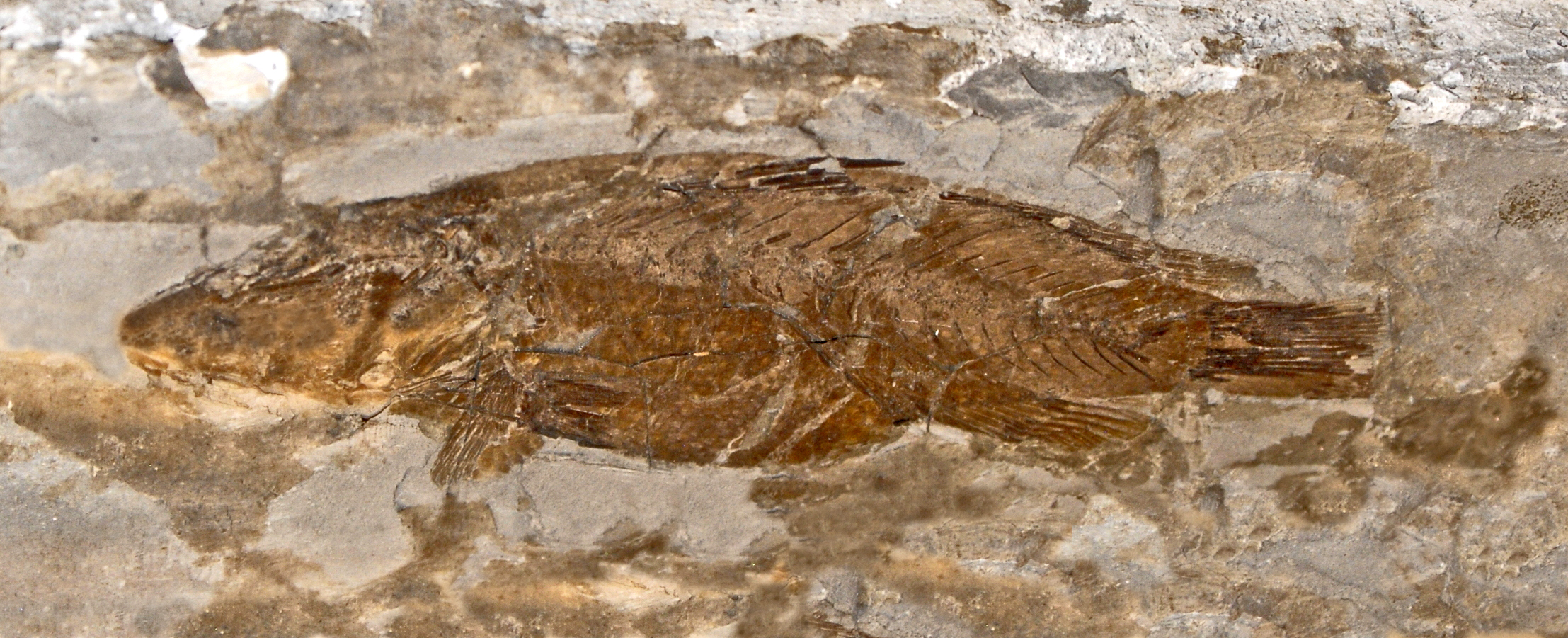
Labrus valenciennesii